# Nuestro Padre Jesús Nazareno (Palencia)
Nuestro Padre Jesús Nazareno, también conocido como «El Viejo» y «El Abuelo», es una obra realizada por Tomás de Sierra entre 1716 y 1717. Portada el Viernes Santo por la Cofradía de Nuestro Padre Jesús Nazareno y Nuestra Madre la Virgen de la Amargura, la imagen está ubicada en la Capilla de Jesús Nazareno de Palencia (Castilla y León, España).

## Historia
El encargo de la imagen se decidió en el cabildo del 1 de mayo de 1716 y estuvo motivado por el deseo de la cofradía de reemplazar la talla que ya poseía por no tener esta las dimensiones adecuadas con respecto al nicho central del retablo mayor de la capilla de la hermandad:

Cavildo 1 de mayo de 1716. Asimismo, dicho alcalde dijo cómo habiéndose colocado en dicho retablo la ymajen de Jhs. Nazareno antigua que tiene esta dicha cofradía, parezía no benir al sitio, por tener diferente movimiento y planta de la que pide dicho retablo, como al presente se podía reconozer, y que sería mui del caso el que se hiziese otra nueva ymajen de Jhs. Nazareno que biniese a dicho sitio y retablo... Acordó dicha cofradía el que se hiziese dicha ymajen de Jhs. Nazareno...: 124 

Por los documentos de la cofradía se conoce que la talla ya se encontraba terminada y en poder de la hermandad en el cabildo celebrado el 14 de febrero de 1717. Así mismo, se sabe que el escultor pidió por ella la suma de 600 reales de vellón:

Domingo, 14 de febrero de 1717. En este cabildo Alonso Fernández, alcalde, dijo cómo se havía traído la nueva ymagen de Jhs. Nazareno que havía echo Thomás de Sierra, maestro estatulista vezino de Rioseco, la qual estava presente en este Palacio, para que la viese y reconociese esta dicha cofradía y dijese lo que se ofreciese sobre ella. Y que en quanto a su coste, puesta en toda forma, como está, el dicho maestro quería seiszientos reales de vellón.
Acordóse y diose comisión por toda la cofradía a dicho Alonso Fernández para que, ynformándose de maestro del arte de si estava ejecutada conforme a él dicha ymagen, siendo así, la ajustase en lo que fuese justo con dicho Thomás de Sierra y le pagase de las mandas que para ello hizieron diferentes cofrades devotos en el cavildo de primero de mayo del año pasado de mill setezientos y diez y seis.: 124 

En ese mismo cabildo, firmado por Alonso Palazios, consta el inconveniente de no poder exhibir la imagen del Nazareno con la cruz a cuestas dadas las reducidas dimensiones del nicho del retablo y, en consecuencia, la necesidad de abrirlo para disponer del espacio suficiente aprovechando la oportuna ubicación de una ventana tras él:

Asimismo se acordó que por quanto el nicho que al presente tiene el retablo, donde se ha de poner dicha ymagen de Jesús Nazareno, es de cascarón zerrado, por cuia razón no se puede poner a su divina Magestad con la Cruz a cuestas, como está, el que dicho nicho se hiziese avierto y calado, por ser nezesario por la razón dicha; y porque haviendo, como ay, luz y bentana para ella detrás de dicho retablo, diría como camarín con más luzimiento y hermosura.
Y para su ejecuzión y cumplimiento, dicha cofradía lo cometió al dicho Alonso Fernández y su coste le pague del caudal más pronto que hubiera de ella. Con lo qual y prebenir a todos asistiesen el Viernes Santo próximo que viene a la prozesión de penitencia, que esta dicha cofradía haze todos los años dicho día, por la mañana, se fenezió dicho cabildo [...].: 125 

## Descripción
La talla muestra a Cristo encorvado por el peso de la cruz, la cual carga sobre su hombro izquierdo. El brazo izquierdo está alzado y aferrado al madero mientras que el derecho se halla levemente erguido, como si quisiese proteger su cuerpo ante una caída inminente. Destaca un rostro de gran realismo caracterizado por una boca abierta en la que se aprecian las dentaduras superior e inferior, una nariz ancha y prominente, unos ojos muy abiertos, unas cejas arqueadas y varios regueros de sangre, entre ellos uno que parte de la frente y recorre la nariz hasta llegar al labio superior, todo ello acentuado por una barba de espesos y simétricos rizos, siendo el cabello de pelo natural. La imagen, pese a ser de talla completa (viste túnica de pliegues discretos con una finura y acabado poco reseñables), luce sobre los paños originales una túnica de terciopelo morado con bordados en oro y cíngulo dorado por expreso deseo de los cofrades.: 91  Por su parte, la cruz, de gran tamaño y grosor, posee numerosos relieves aunque carece de policromía con el fin de no caer en un barroquismo excesivo, estando el paso procesional, el cual es portado por 32 cofrades, decorado con frases bíblicas.
La calidad de la pieza así como su dramatismo radican sin duda en el rostro, reflejo puro del dolor de este momento de la Pasión en un alarde de patetismo por parte de Sierra. La talla posee un marcado equilibrio entre lo mental y lo sensible, toda ella realista y, por tanto, alejada de la idealización, buscando el entallador por lo general la devoción y la piedad al momento de esculpir imágenes relativas a estos pasajes bíblicos mediante el empleo de gesticulaciones desmesuradas, sugiriendo por su parte la mirada perdida una concentración espiritual ante la cercana crucifixión. Es posible que, en consonancia con lo anterior, la cabellera de pelo natural fuese idea de los cofrades, deseosos de dotar a la imagen de un carácter aún más realista, si bien esta no fue la primera escultura en contar con una peluca,: 91–92  detalle típico en la imaginería castellana de la época. En origen la talla contaba con una imagen de Simón de Cirene ayudando a cargar la cruz, si bien esta pieza fue retirada tras la elaboración de una réplica de ambas esculturas por Víctor de los Ríos en 1955 con el fin de que no hubiese dos escenas idénticas, perdiendo la talla de Sierra la categoría de imagen titular de la cofradía, tras lo cual pasaría a ser conocida como «El Viejo».

## Legado
El Nazareno fue sacado en varias ocasiones en procesión de rogativa. En los libros de cuentas figura una procesión el 6 de junio de 1858 en la que la imagen fue cargada a hombros por los agricultores seguidos del clero, el ayuntamiento y los demás habitantes, siendo conducida hasta la Ermita del Cristo del Otero, todo ello con el fin de que cesase la sequía que estaba asolando la región; ese mismo día empezó a llover, desatándose una lluvia torrencial el 7 de junio la cual afectó a toda la provincia, motivo por el que dos semanas después se realizó una segunda procesión en señal de gratitud.: 91 
Olvidada durante décadas y hasta 1996 en lo que respecta a las procesiones pese a ser la imagen de mayor devoción entre los palentinos (aparece representada en la medalla que ostentan los miembros de la hermandad),: 91  actualmente se exhibe en una hornacina en el lado de la epístola, ocupando el nicho central del retablo la réplica de Ríos. En 2017 tuvo el honor de salir en procesión con motivo de la concesión a la hermandad de la Medalla de Oro de la Ciudad de Palencia, celebrándose ese mismo año una exposición con motivo del tercer centenario de la imagen.